# 神の聖都
『神の聖都』（かみのまち、神の聖都 HYPER VISUAL ADVENTURE）は、1989年にスタジオパンサーから発売された日本のコンピュータゲーム。

## 概要
スタジオパンサーによるロールプレイングゲームの要素が盛り込まれたアドベンチャーゲーム。PC-8801mkIISR版はフロッピーディスク8枚組というボリュームで、開発期間に3年を費やしたとされる。また、本作用に主題歌が制作されており、オリジナル8cmミニアルバムが付属している。

## ゲーム内容
1990年8月8日午後8時、横浜関内の限定された地域に突如大異変が発生、無法地帯と化す。その地域は「アガルタ」と呼ばれるようになり、やがて忘れられていく。
2年後、一人の若者、主人公であるユウキが大異変の最中に行方不明になった恋人、由加利を探すために異世界となったアガルタを目指していた。

## 登場人物
ユウキ（勇樹）
本作の主人公。
由加利
勇樹の恋人。消息不明。
ノートン
元海兵隊員。
シェイマス
元英国情報部員。
フィレン
フランス出身のカルトマスター。
ハインツ
天才医師を自称するドイツ人。
アレック
商人。
ミシェル
女言葉で喋る元エジプト軍外人部隊。
ルトガー
元サーカス団員。

## スタッフ
- 企画、イメージディレクター、プロデューサー 佐藤健次
- 原案 赤沼敏春
- 脚本 早川一平
- キャラクターデザイン・原画 弥生ヒロアキ（現・大野 勉）
- システムディレクター 原田誠司
- アートディレクター 飯塚哲也